# WS51200
Der WS51200 ist ein schwerer achtachsiger chinesischer Lastkraftwagen (16×12), der hauptsächlich als Militärfahrzeug Verwendung findet. Produziert wird das Fahrzeug seit 2011/2012.

## Fahrzeuggeschichte
Mitte der 2000er-Jahre begann das Maschinenbauunternehmen Wanshan Special Vehicle in der chinesischen Stadt Wanshan mit der Entwicklung schwerer LKW-Modelle, die sowohl für zivile als auch für militärische Zwecke vorgesehen sind. Angelehnt an mehrachsige Erzeugnisse des belarussischen Herstellers Minski Sawod Koljosnych Tjagatschei, entstand unter anderem der WS51200, der vom Hersteller auf dessen Homepage als ziviler Transporter mit acht Achsen vorgestellt wird.

## Technik
Der WS51200 ist 20,11 Meter lang, 3,35 Meter breit und 3,35 Meter hoch. Als Antrieb dient ein Sechszylinder-Viertakt-Reihendieselmotor vom Typ KTTA19 C700, der vom US-Hersteller Cummins zugeliefert wird. Bei 19 Litern Hubraum leistet er 700 PS (522 kW) und hat ein maximales Drehmoment von 2730 Nm, das er bei 1400 Umdrehungen pro Minute erreicht. Er erfüllt die Euro-2-Abgasnorm und verfügt über Turboaufladung und Ladeluftkühlung. Der LKW hat ein mechanisches ZF-Automatikgetriebe des Typs WSK440+16S251. Um den Wendekreis zu minimieren, sind die vorderen und hinteren drei Achsen lenkbar.
Das viertürige Führerhaus bietet neben dem Fahrer und Beifahrer auch der Besatzung Platz.
Während dieser LKW-Typ für zivile Anwendungen wie den Transport von Holz, Kohle und Treibstoff vermarktet wird, produziert Wanshan andere Modelle, wie den WS2400, die von der Volksbefreiungsarmee als mobile Startrampen eingesetzt werden.

## Export nach Nordkorea

Hwasong-15-ICBM auf neunachsigem WS51200

Internationale Aufmerksamkeit erlangte das LKW-Modell in den 2010er-Jahren, als westliche Militäranalysten den WS51200 als Transport- und Startfahrzeug für nordkoreanische ballistische Atomraketen der Typen Hwasong-13 und Hwasong-14 identifizierten. Obwohl der Export von Militärtechnik nach Nordkorea sanktioniert ist, gelangten trotzdem im Jahr 2011 mindestens acht WS51200 in den chinesischen Nachbarstaat.
Offiziell wurden die Fahrzeuge als Holztransporter geliefert, um die gegen Nordkorea verhängten UN-Sanktionen zu umgehen. In Nordkorea wurden die Fahrgestelle um die entsprechenden Aufbauten erweitert, die für die Rolle als mobile Abschussrampe infrage kommen.
Eine modifizierte Version des WS51200 wird bei der Hwasong-15-Interkontinentalrakete verwendet. Hierbei wird gemutmaßt, dass das Fahrzeug lediglich um eine zusätzliche neunte Achse erweitert wurde, um den längeren Flugkörper transportieren zu können.